# Encaje de bolillos

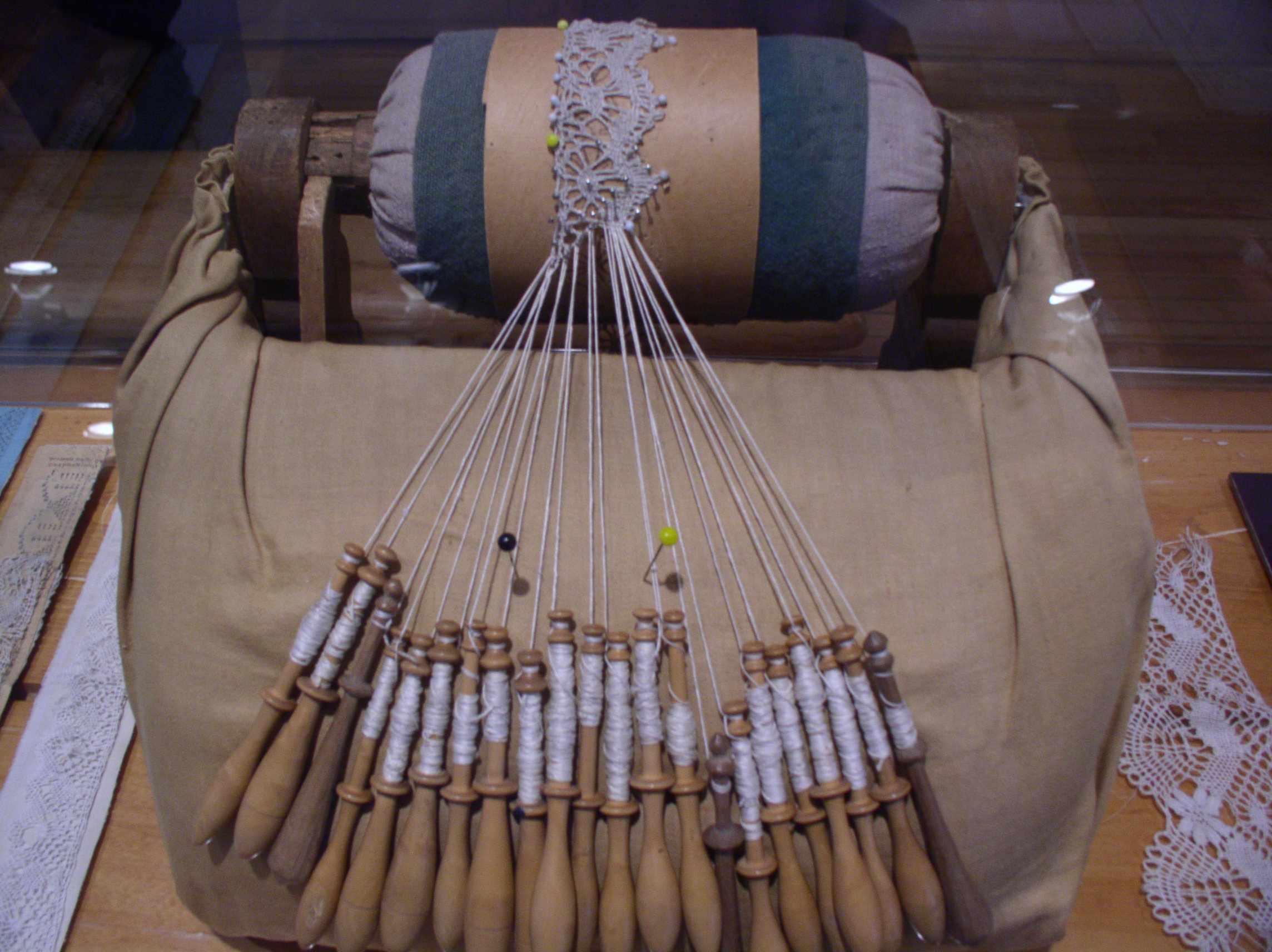
Encaje de bolillos en el museo de las ursulinas de Quebec

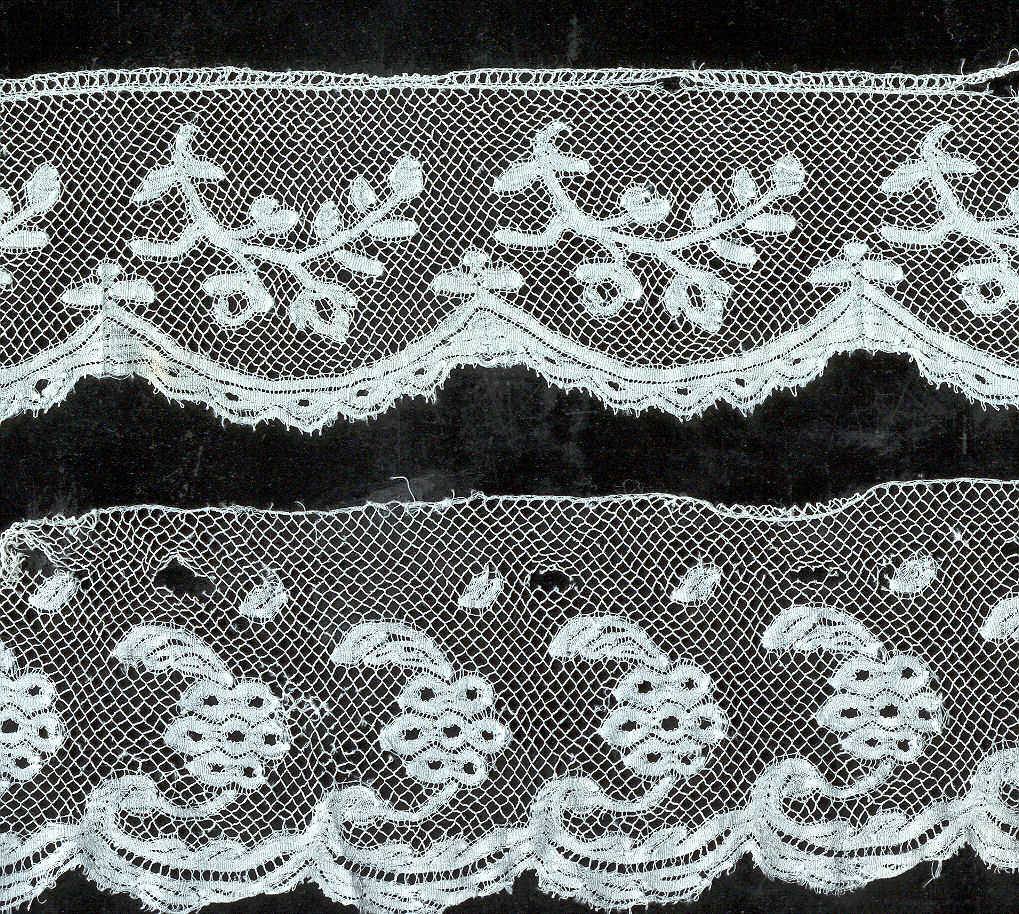
Encaje de Valenciennes

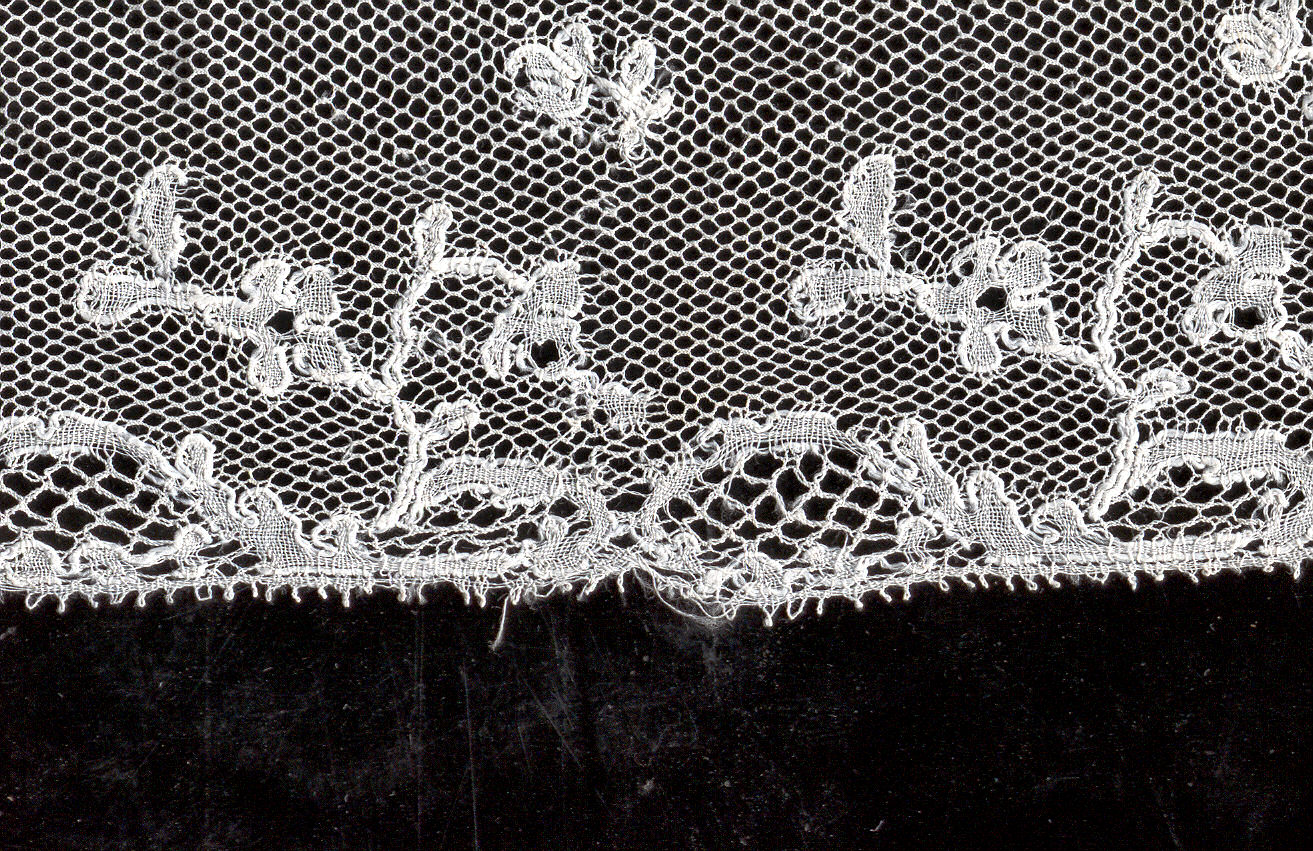
Encaje de Malinas

El encaje de bolillos es una técnica de encaje textil, considerada como un oficio artesanal, que consiste en entretejer hilos que inicialmente están enrollados en bobinas, llamadas bolillos, para manejarlos mejor. A medida que progresa el trabajo, el tejido se sujeta mediante alfileres clavados en una almohadilla, que se llama "mundillo". El lugar de los alfileres normalmente viene determinado por un patrón de agujeritos en la almohadilla, también conocido como "picado".

## Origen
Un testamento de 1493 de la familia milanesa Sforza, menciona un encaje creado con doce bolillos. Hay dos libros que representan las primeras descripciones de patrones conocidos para encajes de bolillos, Le Pompe de Venecia y Nüw Modelbuch de Zürich.
El encaje de bolillos se desarrolló a partir de la pasamanería o la fabricación de trenzas en la Italia del siglo XVI.
Génova era famosa por sus trenzas, por lo que no era sorprendente encontrar encajes de bolillos desarrollados en la ciudad. La técnica viajó junto con las tropas españolas por Europa.
Los pasajes toscos de hilos envueltos en oro y plata o sedas de colores se volvieron gradualmente más finos, y más tarde se utilizó hilo de lino blanqueado para hacer trenzas y ribetes.
La confección de encaje de bolillos era más fácil de aprender que el elaborado calado del siglo XVI, y las herramientas y materiales para hacer encajes de bolillos de lino eran económicos. Había un mercado listo para el encaje de bolillos de todas las calidades, y las mujeres de toda Europa pronto empezaron a trabajar en el oficio, que generaba mejores ingresos que el hilado, la costura, el tejido u otras artes textiles caseras. La confección de encajes de bolillos se estableció en escuelas de caridad, casas de beneficencia y conventos.
En el siglo XVII, los centros textiles de Flandes y Normandía eclipsaron a Italia como las principales fuentes del encaje de bolillos fino, pero hasta la llegada de la mecanización, el encaje a mano continuó practicándose en toda Europa, sufriendo solo en aquellos períodos de simplicidad cuando el encaje mismo cayó, pasado de moda. Algunos artesanos de encaje calificados trabajan para recrear patrones de encaje más antiguos basados en los retratos de época y las muestras de encaje existentes. En pinturas que tienen suficiente detalle, las piezas completas pueden ser reconstruidas por encajeras que comprendan las primeras técnicas y detalles estructurales.

## Tipos
El encaje de bolillos se puede realizar con hilos finos o gruesos. Tradicionalmente, se hacía con lino, seda, lana y posteriormente con algodón. También con hilos de metales preciosos. Hoy en día también se realiza con una gran variedad de fibras sintéticas, con alambres u otros filamentos.
Entre los elementos de diseño que se pueden realizar hay tejidos (tela), redes , trenzas, puntillas, cuadros y rellenos, aunque no todos los tipos de encaje de bolillos incluyen todos esos elementos.
Muchos tipos de encaje se inventaron durante la época de apogeo del bordado (aproximadamente entre 1500 y 1700) antes de que las máquinas bordadoras automáticas estuvieran disponibles.
La aparición de la máquina de bordar diseñada por John Heathcoat en 1806 al principio sirvió de acicate a los artesanos para que inventaran diseños más complicados que las máquinas no podían realizar, aunque finalmente la mecanización dejó sin trabajo a los artesanos casi completamente. La reaparición del bordado es un fenómeno reciente y, en general, es considerado como un hobby (afición, en castellano), aunque sigue habiendo gremios de artesanos que se reúnen periódicamente en lugares como Devonshire (Inglaterra) y Orange County (California). En los pueblos europeos donde el encaje fue una vez una industria importante, en especial, Bélgica, Inglaterra, España y Francia, las encajeras todavía enseñan su arte y venden sus mercancías, aunque su clientela ya no es la misma, de la nobleza más rica se ha pasado al turista curioso.
Algunos estilos de encaje muy conocidos son:
- Honiton - una variedad inglesa muy delicada, con muchas flores.
- Torchon - muy conocida por sus hermosas redecillas a menudo geométricas.
- Cluny - muy ligero y delicado, con flores, trenzas y puntillas (lazos de hilo muy pequeños).
- Bedfordshire (beds) - tiene líneas que hacen olas y puntillas (para dificultar la copia por máquinas).
- encaje de Buckinghamshire, punto Bucks - muy "entrelazado" con redes de hexágonos característicos y a menudo con hilos "cojos" (un hilo más grueso entrelazado para dar más énfasis).

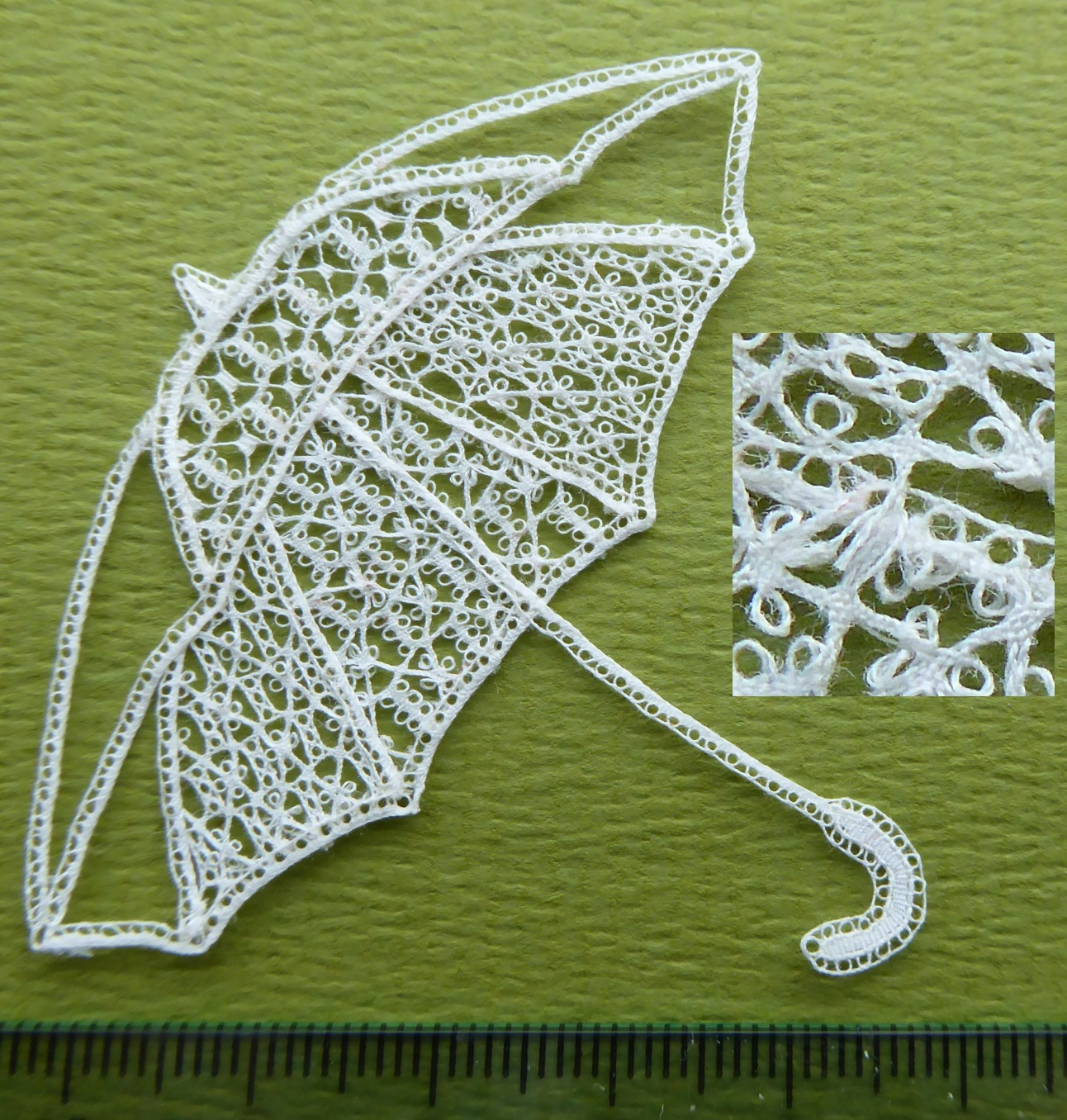
El primer plano de la espalda muestra que los empastes están cosidos a las costillas y atados
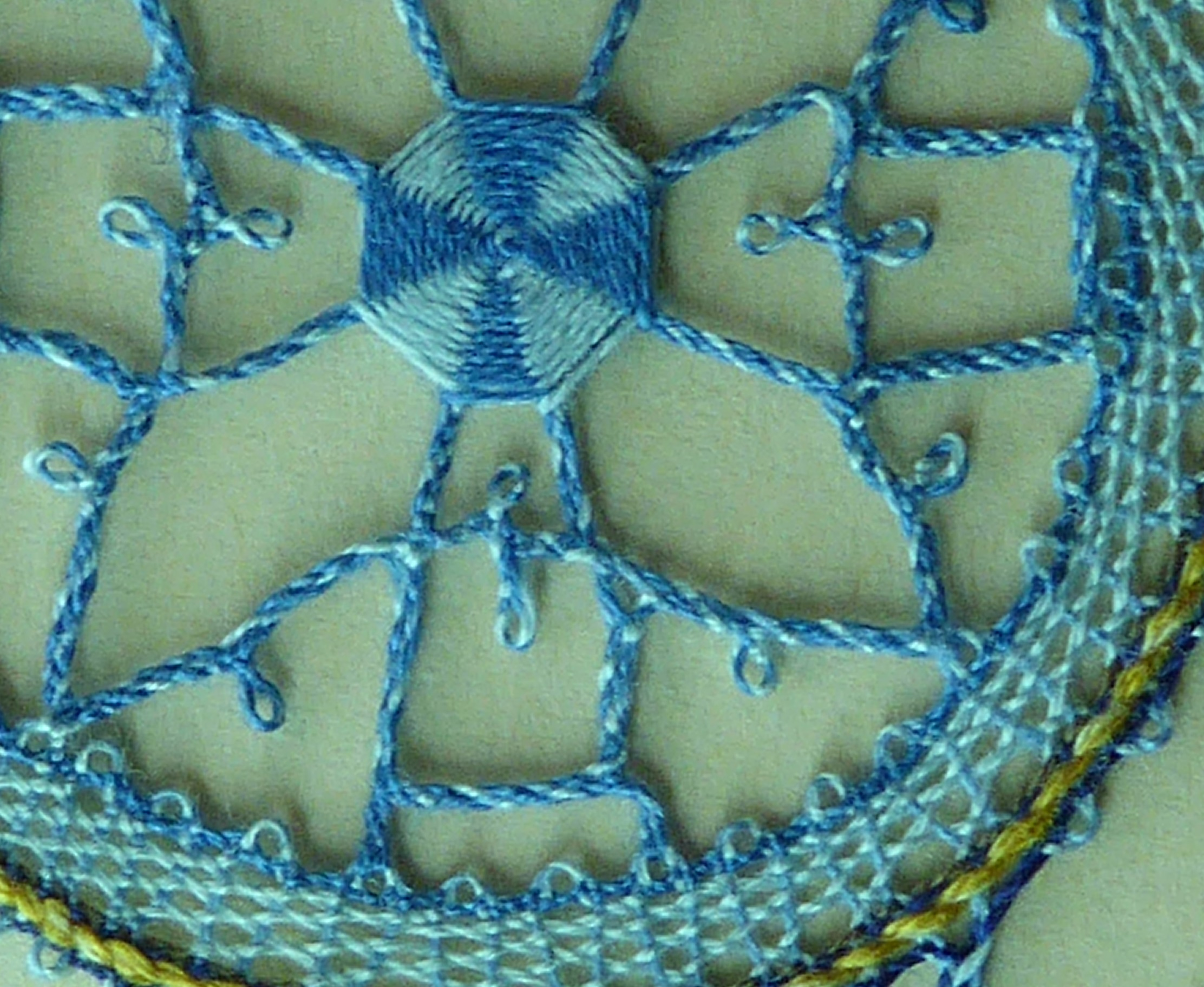
Una sola trenza puede elegir un camino inteligente para construir un relleno con costuras pero sin atar
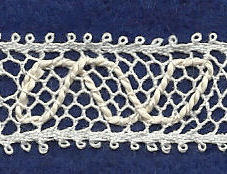
Malla (o suelo) con un cordoncillo solitario
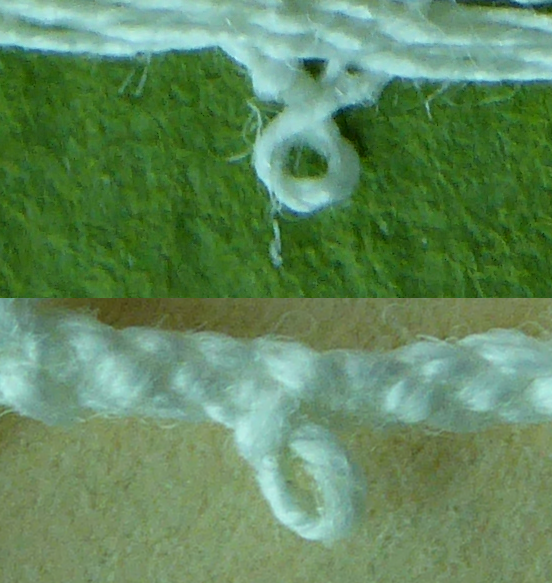
Picots. Superior: doble rosca, inferior simple rosca.
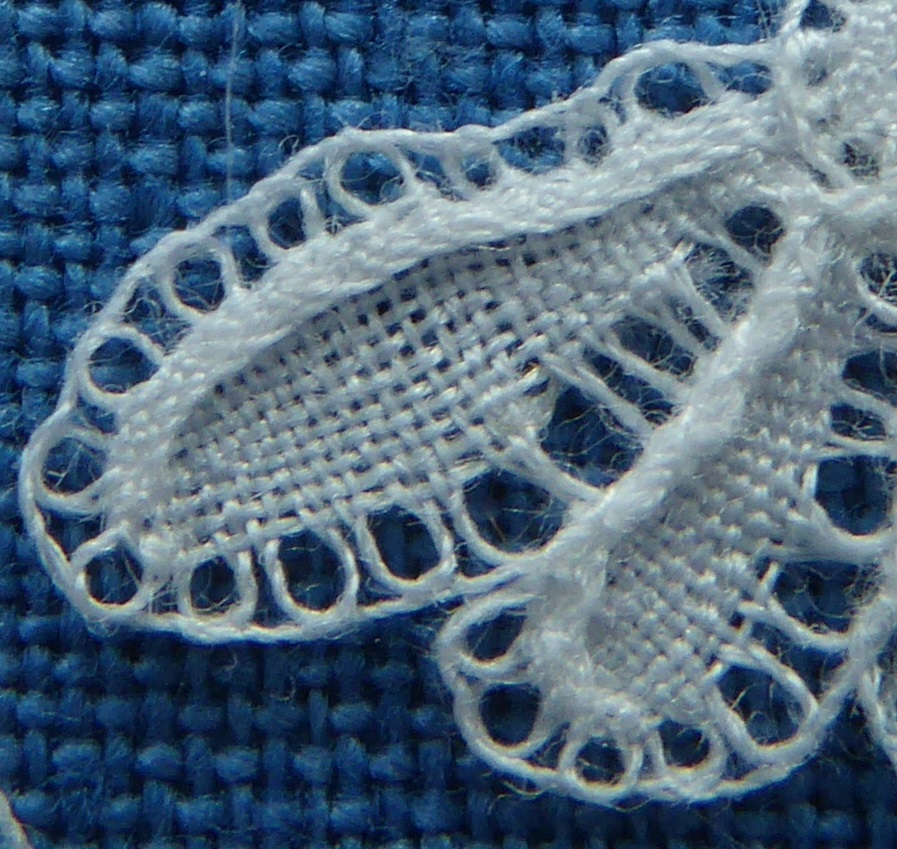
Trabajo elevado, una nervadura en la parte superior de la sección izquierda, un rollo en la parte superior de la sección derecha
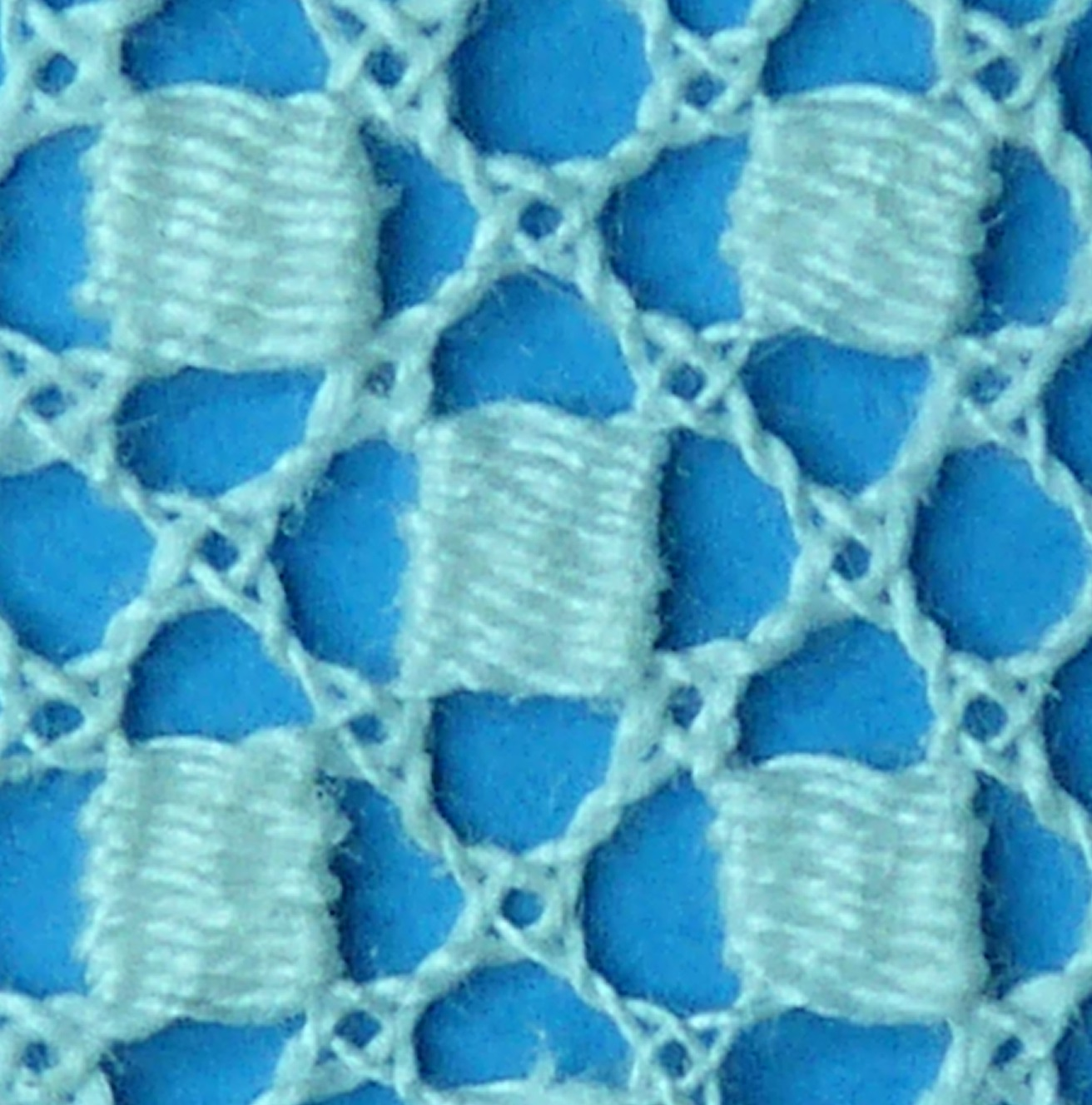
Cuentas rectangulares
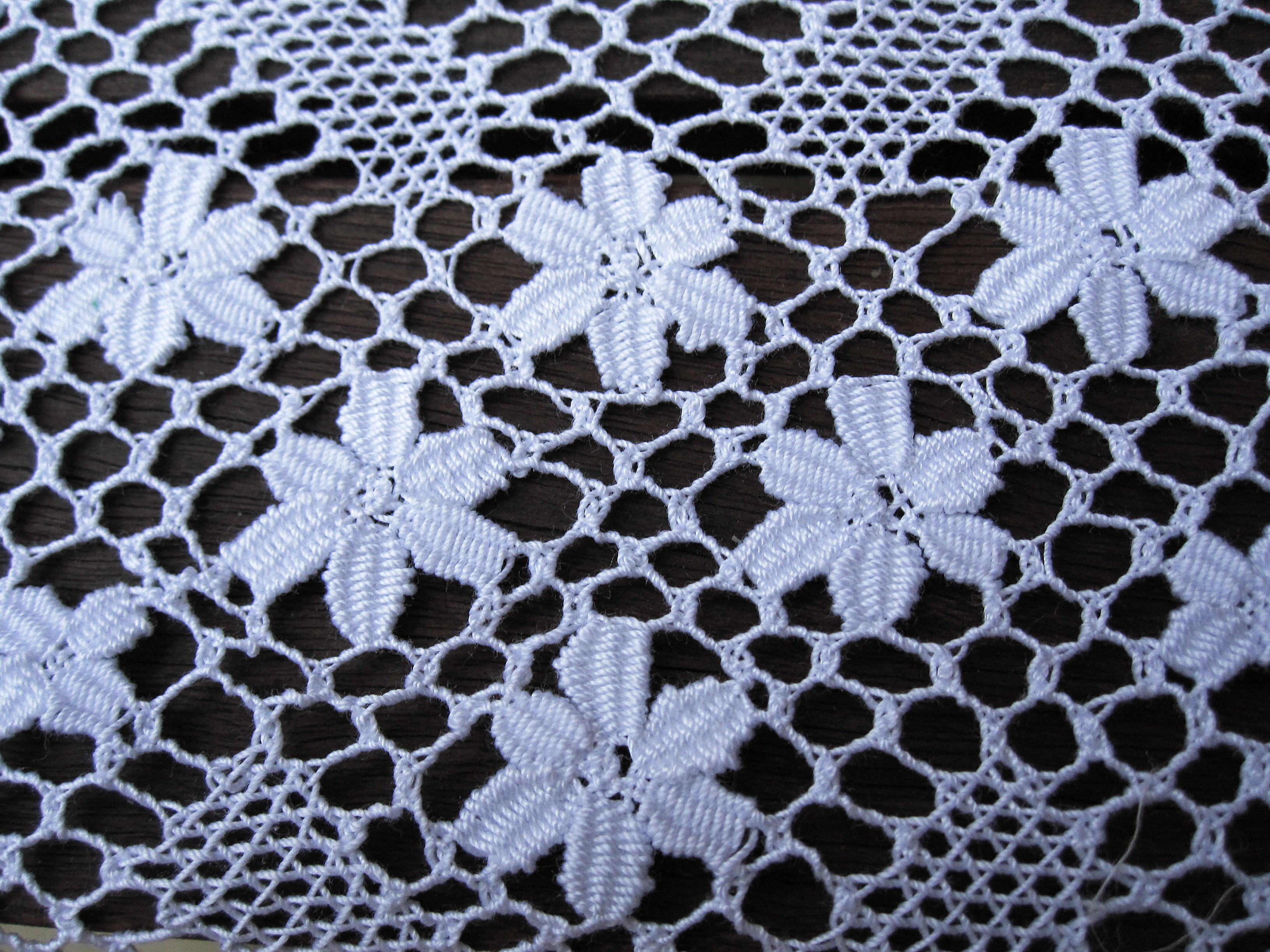
Otra forma común de cuentas dispuestas como pétalos de flores.
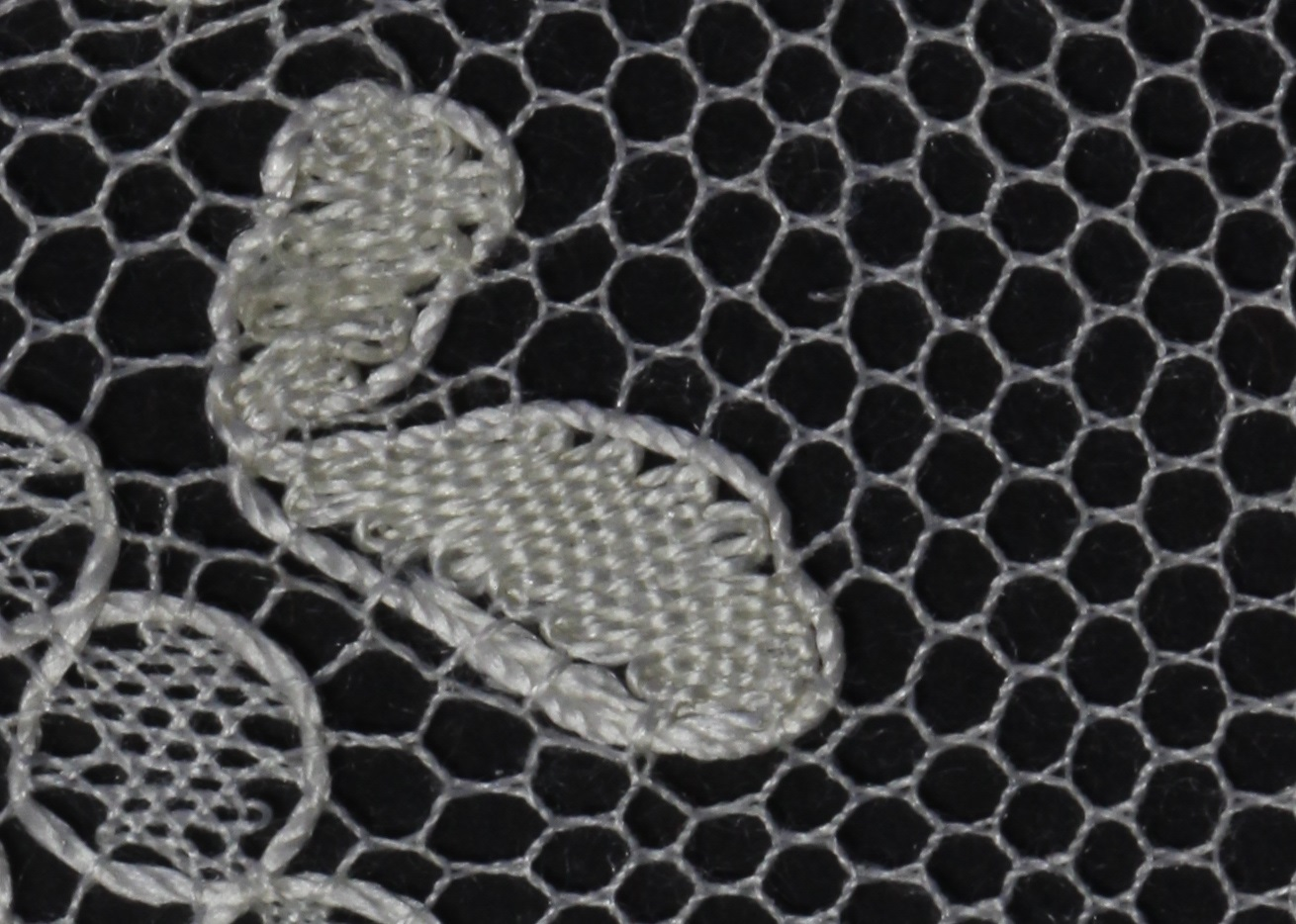
Motivo de malla de suelo; toilé con gimp, esquina de media puntada, pétalos de tela puntada
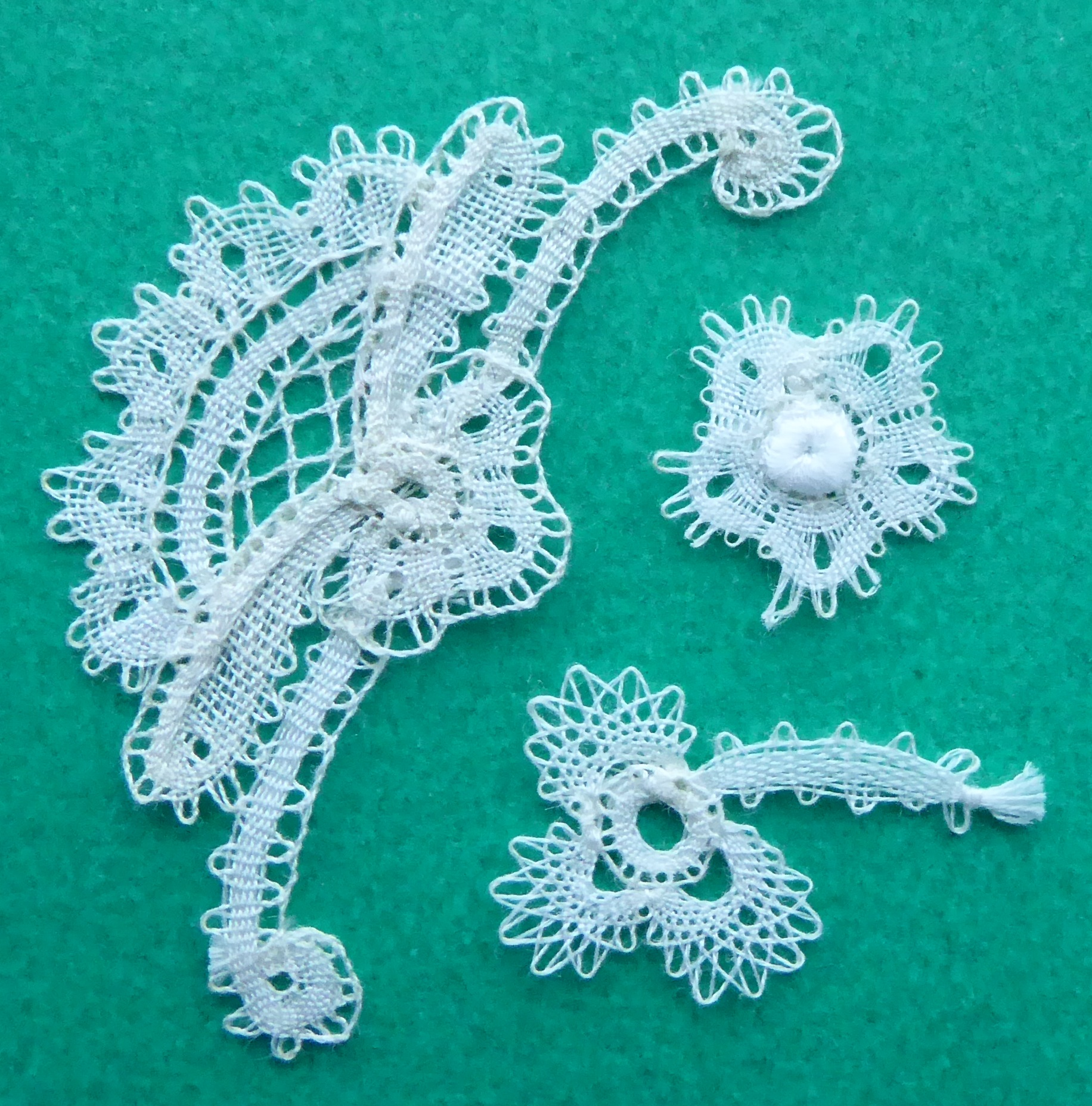
Motivos de encaje parcial, antes de ensamblar
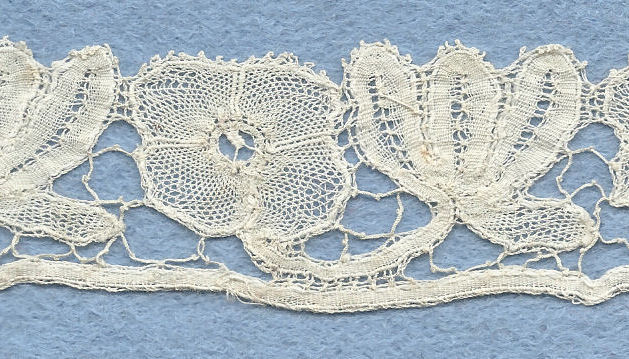
Parte completa de encaje
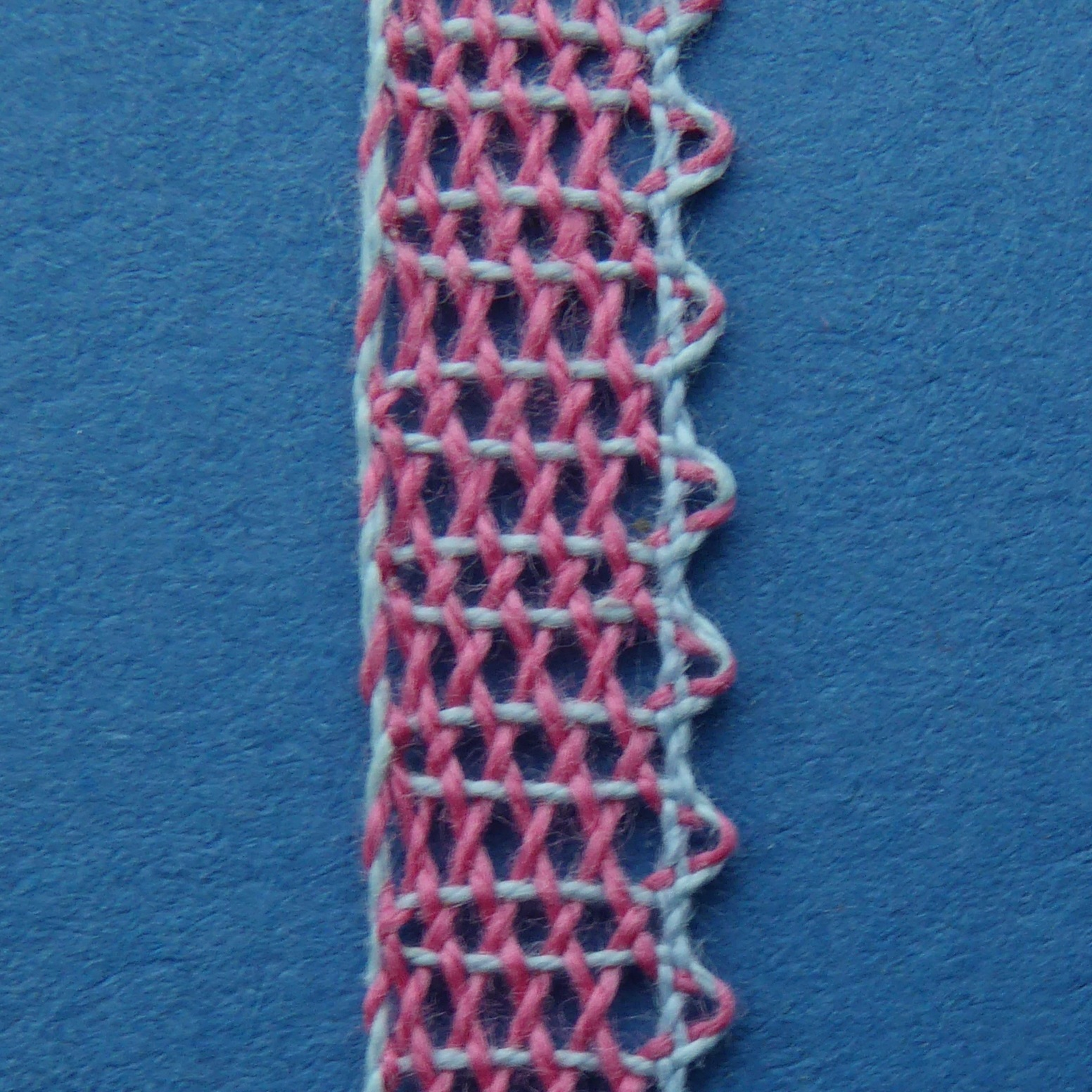
Una cinta (o trenza) con el lado de los pies a la izquierda y un lado de la cabeza a la derecha
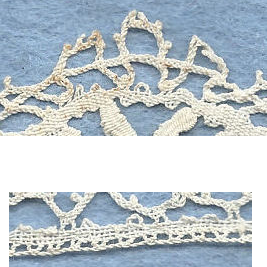
Parte superior de la cabecera del pie inferior

## Camariñas

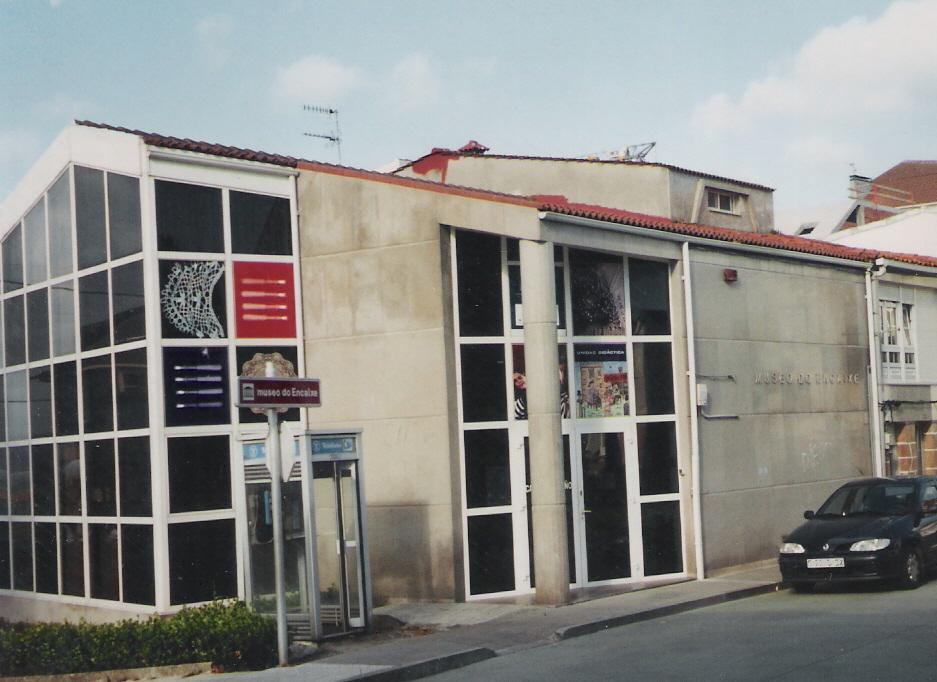
Museo del Encaje, en Camariñas

El pueblo de Camariñas daba nombre a los encajes de bolillos que se hacían en toda Galicia (España), y que actualmente vuelven a cobrar auge en la región con el apoyo del gobierno autonómico.
Se empleaba el hilo de lino, que se cultivaba abundantemente en Galicia. En la catedral de Toledo, en la primera mitad del siglo XVI, aparecen compras de hilo gallego, lo que parece indicar que se exportaba al resto de la península.
Es este un encaje del tipo guipur donde las hojas constituyen los elementos básicos de la decoración. Se forman rosas, estrellas, helechos sobre un fondo enrejado hecho con trenzados con virgulitas y cruzados a veces muy complejos que forman vilanos o milanos.
Cuando se utiliza como fondo el punto de gasilla (medio punto, punto de espíritu) se superponen las hojitas de guipur, creando piezas en relieve.
Pero también las hay que están hechas solamente con hojas de guipur, sin ningún tipo de fondo.

## Encaje en Cataluña
Aunque en Cataluña se confeccionaba encaje desde el siglo XVI es a partir del siglo XIX cuando el encaje artesano catalán adquiere un gran prestigio. Diversas empresas de encaje ubicadas en Barcelona o en los pueblos de alrededor realizan trabajos de gran calidad. En Cataluña muchas empresas se especializaron en la realización de piezas en blonda, un encaje realizado en seda y los diseños se caracterizaban por los elementos florales. Esta es la técnica que se utiliza para la realización de las mantillas. Una de las grandes empresas de encaje fue la Casa Fiter de Barcelona, fundada en 1845 que participó en numerosas exposiciones internacionales.
Una de las técnicas propias de Cataluña es el ret fi o encaje de Arenys, una técnica derivada de la blonda realizada en algodón y de color blanco, con diseños geométricos o de dibujos simples. Esta técnica se aplicaba frecuentemente en la indumentaria religiosa: albas, roquetes.

## Encajes de Almagro

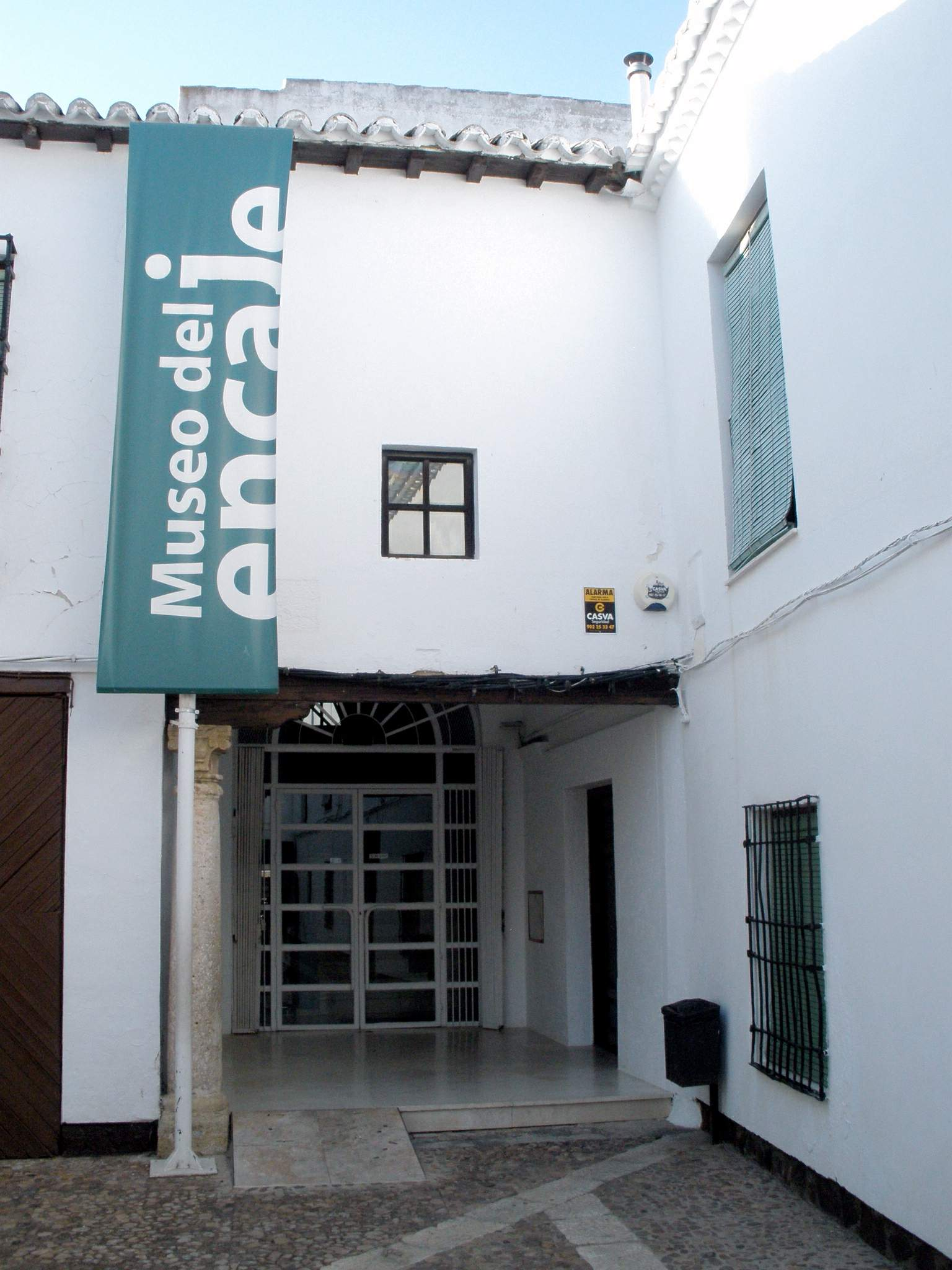
El Museo del Encaje de Almagro

En el siglo XIX el centro más importante de producción en España de blondas, una variante de encaje de bolillos realizada con hilo de seda, se situaba en Almagro, siendo muy renombrado por sus mantillas. Allí, gran número de fábricas manufactureras rivalizaban entre sí, bien por la colección de dibujos, bien por el número, el gusto artístico o el punteado.
El encaje de bolillos y la blonda constituyen una tradición transmitida de madres a hijas y bien conservada en esta villa y algunos otros municipios del Campo de Calatrava, con la que aún se confeccionan sus renombradas mantillas. Existe en Almagro un Museo de Encaje y Blonda de propiedad municipal.